# Robert Ier de Dreux
Pour les articles homonymes, voir Robert Ier et Robert de Dreux.
Robert Ier de Dreux, dit le Grand (né v. 1125 et mort le 11 octobre 1188), comte de Dreux, est le cinquième fils de Louis VI le Gros, roi des Francs, et d'Adélaïde de Savoie.

## Biographie
En 1137, il reçoit en apanage le comté de Dreux, de son frère Louis VII devenu roi à la mort de leur père. Il cèdera ce titre à son fils Robert II en 1184.
Par son mariage, en 1145, avec Harvise d'Évreux, il devient comte du Perche. En 1152, à l'occasion de ses noces avec Agnès de Baudement, dont il adopte les armes, il reçoit le comté de Braine et les seigneuries de Fère-en-Tardenois, d'Arcy, de Nesles, de Longueville, de Quincy-sous-le-Mont, de Savigny-sur-Ardres, de Baudement. Il possède aussi terres en Brie française et Hurepoix, venues de son père Louis VI : Torcy, Chailly, Longjumeau : il y fondera la seigneurie de Brie-Comte-Robert.
Avec son frère le roi Louis VII, Robert Ier participe à la deuxième croisade en 1147 et à l'échec du siège de Damas en 1148. Il revient en France avant la fin de la croisade, et fomente une conspiration contre son frère Louis VII, afin de lui prendre le pouvoir. Mais son action est contrecarrée avec succès par l'abbé Suger de Saint-Denis, régent du royaume en l'absence du roi. Par la suite, il ne constitue plus une gène pour le roi son frère.
Après la mort de Suger, en janvier 1151, il conseilla à son frère, le roi Louis VII, de rompre son mariage avec Aliénor[réf. nécessaire].
Il combat les Anglais pendant la guerre civile anglaise et participe en 1154 au siège de Sées en Normandie.
En 1159, il monte une expédition de diversion en Normandie contre le roi d'Angleterre Henri II (roi d'Angleterre)[réf. nécessaire].
Ce prince accorde en 1180 une charte communale à la ville de Dreux, déjà depuis longtemps érigée en commune, et fonde la ville de Brie-Comte-Robert, ainsi appelée de son nom.
Il meurt en 1188, et est inhumé en l'Église abbatiale Saint-Yved de Braine.

## Généalogie

### Descendance
Peut-être marié en premières noces vers 1140 avec Agnès de Garlande (° 1122 † 1143), fille d'Anseau de Garlande, sénéchal de France et comte de Rochefort, d'où :
- Simon (° 1141 † av. 1182), seigneur de La Noue.

Marié en premières ou secondes noces vers 1144 avec Harvise (° 1118 † 1152) fille de Gautier d'Evreux, comte de Salisbury, d'où :
- Adèle ou Alix (1145, morte après 1210), mariée après 1156 avec Valéran III, comte de Breteuil ; puis en secondes noces en 1161 avec Guy II, seigneur de Châtillon-sur-Marne ; en troisièmes noces avec Jean Ier de Thorotte, mort en 1176 ; et en dernières noces avant 1183 avec Raoul Ier de Soissons et (III de Nesle comte de Soissons), mort en 1235 ; d'où postérité des quatre unions.

Marié en deuxièmes ou troisièmes noces en 1152 avec Agnès (° 1130 † 1202/1218), comtesse de Braine et fille de Guy de Baudement, seigneur de Baudement et de Braine, d'où :
- Robert II (° 1154 † 1218), comte de Dreux et de Braine ;
- Henri (° 1155 † 1199), évêque d'Orléans ;
- Alix (° 1156 † apr. 1217), mariée en 1174 à Raoul Ier (° v. 1134 † 1191), seigneur de Coucy ;
- Philippe (° 1158 † 1217), évêque de Beauvais ;
- Isabeau (° 1160 † 1239), mariée en 1178 à Hugues III de Broyes († 1199), seigneur de Broyes et de Châteauvillain ;
- Pierre (° 1161 † 1186), seigneur de Bouconville-Vauclair en partie ;
- Guillaume (° 1163 † apr. 1189), seigneur de Brie-Comte-Robert, de Torcy et de Chilly[5] ;
- Jean (° 1164 † apr. 1189) ;
- Mamilie (° 1166 † 1200), religieuse à l'abbaye du Charme, au nord de Château-Thierry ;
- Marguerite (° 1167), religieuse à l'abbaye du Charme.